# بريان كيلي (لاعب كرة قاعدة)
بريان كيلي (بالإنجليزية: Bryan Kelly)‏ هو لاعب كرة قاعدة أمريكي، ولد في 24 فبراير 1959 في سيلفر سبرينغ في الولايات المتحدة.

## وصلات خارجية
- بريان كيلي على موقعبيزبول رفرنس.كوم (الدوري الرئيسي) (الإنجليزية)
- بريان كيلي على موقعبيزبول رفرنس.كوم (الدوري الثانوي) (الإنجليزية)